# Gabriel Jönsson

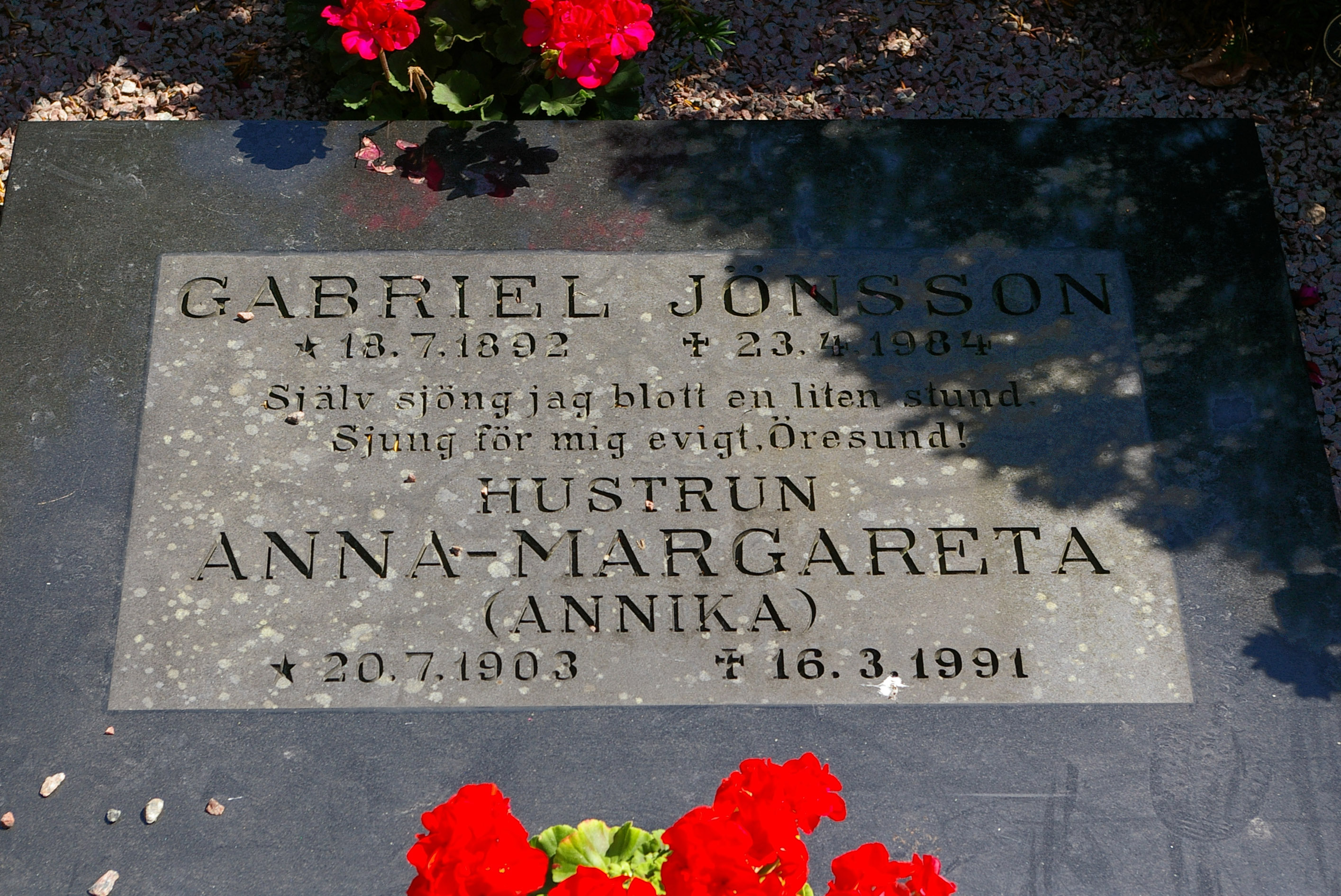
Gabriel Jönssons och hans hustrus gravsten i nordöstra delen av Glumslövs kyrkogård.

Gabriel Jönsson, född 18 juli 1892 i Ålabodarna i Glumslövs församling, död 23 april 1984 i Malmö (begravd i Glumslöv), var en svensk författare och poet. Han var en av de första ledamöterna i Skånska Akademien. I modern tid har han fått ett pågatåg uppkallat efter sig.

## Biografi
Gabriel Jönsson föddes i det lilla fiskeläget Ålabodarna norr om Landskrona, där fadern Petter Jönsson drev en handel. Moderns namn var Johanna Jönsdotter. Föräldrarna var "gammaldags baptister". På det närliggande godset Maryhill växte den något äldre Amelie Posse upp och Jönsson har beskrivit att hon var som en prinsessa för barnen i fiskeläget.
Han studerade humaniora i fem år vid Lunds universitet, inskriven på Helsingkrona nation, dock utan någon examen. Trots det var studietiden – som bland annat innehöll föreläsningar av  Hans Larsson och seminarier med Fredrik Böök – mycket givande för honom. Tusse Sjögren blev en nära vän och han var under studietiden medlem i ett litterärt sällskap som hette Englar och Dämoner.
Därefter var Gabriel Jönsson verksam som tidningsman vid Svenska Dagbladet, Stockholms-Tidningen och Sydsvenska Dagbladet. 1936 gifte han sig med Landskronaflickan Anna-Margareta, kallad ”Annika” (1903–1991). Två gånger låg han inlagd på Orups sanatorium.
Öresunds kustlandskap gav honom inspiration, liksom ön Ven där han i många år under långa perioder hyrde ett hus. Hans dikt ”Vid vakten” tonsatt av Gunnar Turesson och känd som ”Flicka från Backafall” tillhör den skandinaviska sångskatten. Kåserisamlingen ”Skånska somrar” innehåller illustrationer av skånemålaren Emil Johansson-Thor. Bland Gabriel Jönssons inspirationskällor kan nämnas svenska diktare, som A.U. Bååth, Ola Hansson och Anders Österling såväl som danska diktare, till exempel Johannes V. Jensen och Sophus Claussen.
På Glumslövs kyrkogård, där han vilar med makan Annika, har gravstenen inskriptionen: ”Själv sjöng jag blott en liten stund, Sjung för mig evigt, Öresund”. Texten är hämtad från slutstrofen i Jönssons dikt ”Arv och eget” som tonsatts av Östen Warnerbring på albumet Skåne.

### Samlingar och urval
- Dikter. Vår tids lyrik, 99-0158080-3. Stockholm: Bonnier. 1952. Libris 12317
- Sång vid sundet / ett urval dikter med inledning av Carl Fehrman. Svalans lyrikklubb, 0586-0326. Stockholm: Bonnier. 1977. Libris 7145745. ISBN 9100432091
- Arv och eget : ett urval från sju diktböcker / [teckningar: Emil Johanson-Thor]. Malmö: Bernce. 1982. Libris 7400445. ISBN 9150004123
- Dagar i dur : urval från tre prosaböcker / ill. av Gustav Rudberg. Malmö: Bernce. 1983. Libris 7400459. ISBN 9150004301
- Fotboll är också poesi : Gabriel Jönsson som idrottskåsör  / [sammanställd och med förtexter av] Åke Jönsson ; formgivning: Christer Strandberg. Höganäs: Wiken. 1991. Libris 7591714. ISBN 9170244340

### Filmmanus
- 1943 – Livet på landet
- 1953 – Flickan från Backafall

## Priser och utmärkelser
- 1941 – Sigtunastiftelsens författarstipendium (även 1956, 1966, 1970 och 1977)
- 1954 – De Nios Stora Pris
- 1956 – Sydsvenska Dagbladets kulturpris
- 1971 – Landsbygdens författarstipendium
- 1977 – Årets skåning
- 2013 - Fick en minnessten år 2013 på Landskronas Walk of Fame som då invigdes av Sveriges kung Carl XVI Gustaf.